# らちゃかん
らちゃかんは日本の劇団。
2003年4月に「結婚前夜」（新宿タイニイアリス）にて旗揚げをし、2014年現在、おもに「あたたかいシチュエーション・コメディ」を主体とした物語を上演し続けている。
現在は明石家さんまの『恋のから騒ぎ』12期生を務めた荒井志乃が2代目座長を務めている。劇団員にはかつて荒井と同じくキリンプロに所属していた高野ちん太郎、藤田秀明、浜田えみこらが所属している。しばらくは劇団員が持ち回りで脚本・演出をするスタイルをとっていたが、第11回公演「よつあしダディ」より藤田秀明による脚本・演出の形態をとるようになっている。

## 主要メンバー
- 高野ちん太郎
- 藤田秀明
- 永峰あや
- 影山美香

## 旧メンバー
- 荒井志乃
- 浜田えみこ
- おやちあき
- 中島つづみ
- 三浦ヤスタカ
- 成瀬 まさみ
- 綱川 敦

## 休団中
- 江里口将弘

## 上演作品
- 「結婚前夜」
- 「よくばりホテル」
- 「七色ゴースト」
- 「新選組」
- 「逆転ライフ」
- 「エンジェル本舗」
- 「★殺人ゲーム★への招待状」
- 「シメキリは何曜日？」
- 「かくへん！Rachaモード。」
- 「レストランSEVENSTARへようこそ」
- 「よつあしダディ」
- 「エンプティ！」
- 「ハッシュ」
- 「よつあしダディ2011」
- 「鎌ヶ谷中年ヒーロー」
- 「アイム、ホーム」
- 「晴れのち出動ときどきヒミツ」
- 「カムバック！矢板のガールズ♪」
- 「母・オン・ザ・ム～ン」
- 「アイム、ホーム2015」
- 「湯河原トワイライト」
- 「見上げたら、ものすごい星空」
- 「グッモーニン・ミスター・オズ」
- 「グッナイ・オリバー」